# Rayeuk Glanglong
Rayeuk Glanglong is een bestuurslaag in het regentschap Aceh Utara van de provincie Atjeh, Indonesië. Rayeuk Glanglong telt 554 inwoners (volkstelling 2010).